# París-Roubaix 1974
La París-Roubaix 1974 fou la 72a edició de la París-Roubaix. La cursa es disputà el 7 d'abril de 1974 i fou guanyada pel belga Roger de Vlaeminck, que s'imposà en solitari, en l'arribada a Roubaix. Francesco Moser i Marc Demeyer foren segon i tercer respectivament. Aquesta fou la segona de les quatre victòries que aconseguí De Vlaeminck en aquesta cursa.

## Classificació final
|    | Ciclista            | Equip                          | Temps      |
| -- | ------------------- | ------------------------------ | ---------- |
| 1  | Roger de Vlaeminck  | Brooklyn                       | 7h 17' 26" |
| 2  | Francesco Moser     | Filotex                        | + 57"      |
| 3  | Marc Demeyer        | Carpenter-Confortluxe-Flandria | + 1' 24"   |
| 4  | Eddy Merckx         | Molteni                        | m. t.      |
| 5  | Eric Leman          | M.I.C.-De Gribaldy-Ludo        | m. t.      |
| 6  | André Dierickx      | Merlin Plage-Shimano-Flandria  | m. t.      |
| 7  | Freddy Maertens     | Carpenter-Confortluxe-Flandria | + 4' 26"   |
| 8  | Herman van Springel | M.I.C.-De Gribaldy-Ludo        | m. t.      |
| 9  | Herman Vrijders     | M.I.C.-De Gribaldy-Ludo        | m. t.      |
| 10 | Michel Périn        | Gan-Mercier-Hutchinson         | m. t.      |